# Riqueza y religión

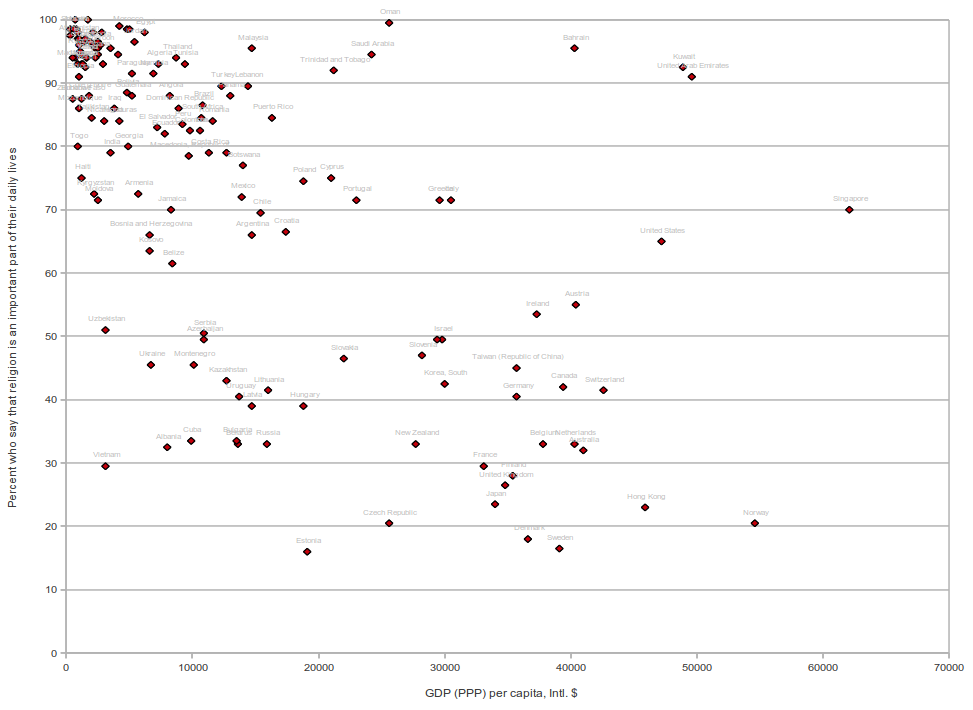
Importancia de la religión y PIB per cápita en el mundo. La religión esta negativamente correlacionada con la riqueza.

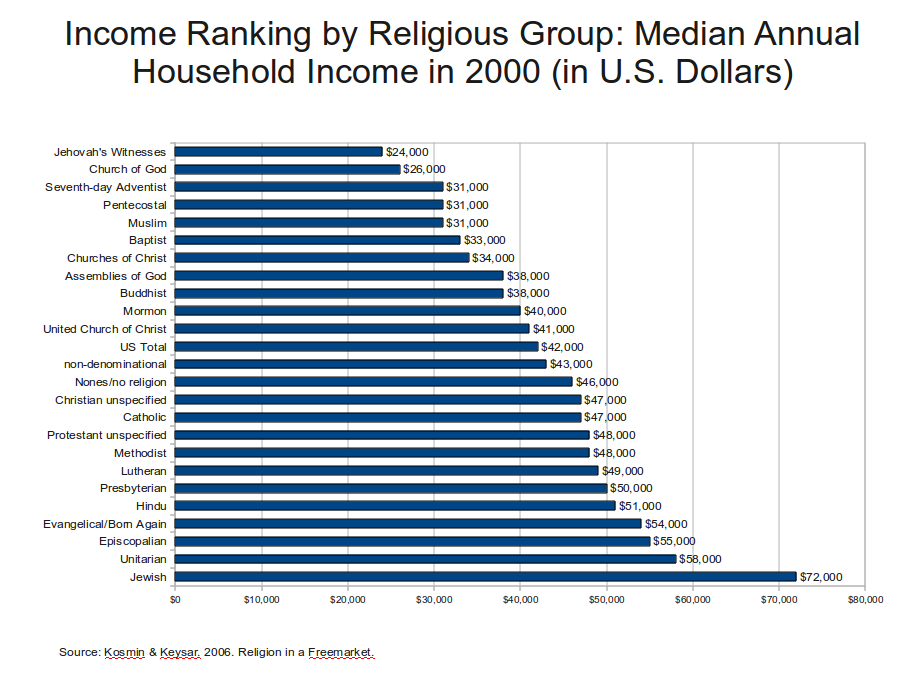
Un gráfico que ilustra los ingresos por grupo religioso en los EE. UU. en 2001.

La correlación entre riqueza y religión ha sido asunto de investigación académica. La riqueza es el estado de ser el beneficiario o propietario de una acumulación grande de capital y poder económico. La religión es un sistema cultural que a menudo implica creencia en fuerzas sobrenaturales y puede pretender proporcionar un sistema moral o un significado de vida.
Según algunas teoría el PIB de los países generalmente está correlacionado negativamente con su religiosidad; es decir, a más rica una población, menos religiosa es.

## Estadística
Según un estudio de 2015, los cristianos mantienen la cantidad más grande de riqueza (55% de la riqueza mundial total), seguido por los musulmanes (5.8%), hindúes (3.3%) y judíos (1.1%). Según el mismo estudio se encontró que las personas bajo la clasificación irreligiosa u otras religiones sostienen aproximadamente el 34.8% de la riqueza global total.
Un estudio en los Estados Unidos, publicados en la revista de FSocial Forces y conducido por la investigadora de sociología Lisa Un. Keister, encontró que los adherentes del judaísmo y el episcopalianismo tenían la mayor riqueza, los creyentes del catolicismo y los protestantes de la línea principal estaban en el medio, y los protestantes conservadores acumulaban la menor riqueza, mientras en general las personas que asisten a servicios religiosos conseguían más riqueza que quienes no (teniendo en cuenta las variaciones en educación y otros factores). La investigadora sugiere que la acumulación de riqueza está moldeada por procesos familiares.
En los Estados Unidos, el valor neto mediano de las personas que creen en el judaísmo está calculado en 150,890 USD, mientras que el valor neto mediano de los protestantes conservadores (incluyendo Baptistas, los testigos de Jehová, adventistas del séptimo día, y científicos cristianos) se observó en 26,200 USD. La mediana global en la base de datos era de 48,200 USD.
Un estudio hecho por la Empresa de Riqueza del Nuevo Mundo encontró que el 56,2% de los 13,1 millones de millonarios en el mundo, eran cristianos. Mientras que 6,5% eran musulmanes, el 3.9% era hindú y aproximadamente el 1,7% era judío. Por otra parte, el mismo estudio descubrió que el 31,7% de los millonarios estaban adhesionados "Otras religiones" o irreligión.

## Explicaciones
Un estudio publicado en la Revista americana de Sociología por Lisa Keister encontró que "la religión afecta a la riqueza indirectamente a través de los logros educativos, la fertilidad, y la participación de la mujer en el mercado laboral", pero también halló alguna evidencia de efectos directos de religión en la adquisición de riqueza. Keister señala que ciertas creencias ("uno tendría que tener muchos niños", "las mujeres no tendrían que trabajar") rebajan la acumulación de riqueza, tanto en la escala micro- como la macro.

## Creencias religiosas de los ricos
- Bill Gates es agnóstico.[9][10]
- Carlos Slim Helú es un cristiano maronita católico.[11]
- Warren Buffett es agnóstico.[12][13]
- Amancio Ortega es un cristiano católico.[14]
- Bernard Arnault es un cristiano católico.[15]
- Karl Albrecht y Theo Albrecht son cristianos católicos.[16][17]
- Al-Waleed bin Talal es un musulmán Suní.[18]